# François-Antoine-Adolphe Puvis de Chavannes
François-Antoine-Adolphe Puvis de Chavannes (1er décembre 1817, Cuiseaux - 8 mars 1871, Bordeaux), est un homme politique français.

## Biographie
Neveu de Marc-Antoine Puvis et cousin germain de Pierre Puvis de Chavannes, il était propriétaire, conseiller-général de Cuiseaux depuis 1867 et maire de Champagnat, quand il fut élu, comme conservateur monarchiste, le 8 février 1871, représentant de Saône-et-Loire à l'Assemblée nationale. Il se rendit à Bordeaux et prit place à droite. Il y meurt un mois plus tard.

### Sources
- « François-Antoine-Adolphe Puvis de Chavannes », dans Adolphe Robert et Gaston Cougny, Dictionnaire des parlementaires français, Edgar Bourloton, 1889-1891 [détail de l’édition]